# Félix Torres (Fußballspieler, 1997)
Félix Eduardo Torres Caicedo (* 11. Januar 1997 in San Lorenzo) ist ein ecuadorianischer Fußballspieler.

## Karriere

### Verein
Torres startete seine Karriere bei der CD Alianza del Pailon, von wo er im Februar 2016 zum Galácticos FC wechselte. Diese verliehen ihn für den Rest des Jahres direkt weiter zu LDU Portoviejo. Ab Februar 2017 folgte dann direkt die nächste Leihe, diesmal zum Barcelona SC. Nach dem Ende der Leihe wechselte er dann auch im Februar 2018 fest zu diesem Klub. Ab der Spielzeit 2019/20 stand er in Mexiko bei Santos Laguna unter Vertrag. Im Januar 2024 wechselte Torres nach Brasilien, wo er bei Corinthians São Paulo unterzeichnete. Für 80 % der wirtschaftlichen Rechte zahlte der Klub 6,5 Millionen Dollar.

### Nationalmannschaft
Sein Debüt in der ecuadorianischen Nationalmannschaft hatte er am 10. September 2019 bei einem 3:0-Freundschaftsspielsieg über Bolivien. Hier stand er in der Startelf und holte sich auch in der 40. Minute sich zudem seine erste Gelbe Karte ab. In der 85. Minute wurde er schließlich für Jackson Porozo ausgewechselt. Nach ein paar weiteren Freundschaftsspielen wurde er dann auch in einigen Partien der Qualifikation für die Weltmeisterschaft 2022 eingesetzt.